# Station La Crau
Station La Crau is een spoorwegstation in de Franse gemeente La Crau.